# Josef Florian Vogl
Josef Florian Vogl (* 6. November 1818 in Steinschönau; † 1. Oktober 1896 in Platten) war ein böhmischer Geologe und Politiker. Er war Bürgermeister in der Bergstadt Platten und von 1877 bis 1893 Landtagsabgeordneter für den Bezirk St. Joachimsthal-Platten im Landtag des Königreiches Böhmen in Prag.

## Leben
Er war der Sohn des Steinschönauer Handelsmannes Anton Vogl und dessen Ehefrau Eleonore geb. Zahn.
Josef Florian Vogl wurde zunächst als k. k. Berggeschworener in St. Joachimsthal und dann als k.k. Bergmeister in Platten eingesetzt und errang rasch Ansehen in der Stadt. Er wurde sowohl zum Bürgermeister der Stadt als auch zum Landtagsabgeordneten gewählt. Für seine Verdienste für die Stadt und den böhmischen Teil des Erzgebirges wurde Josef Florian Vogl zum Ehrenbürger von Platten und von St. Joachimsthal ernannt.
Außerdem war er u. a. Mitglied im Verein für Geschichte der Deutschen in Böhmen.

## Familie
Josef Florian Vogel heiratete am 28. Oktober 1873 in Platten Theresia Schmuck aus Platten Nr. 177. Sein Schwiegervater war einige Zeit Bergamtsdiener in Schlaggenwald. Aus der gemeinsamen Ehe gingen die zwei Töchter Maria Franziska (1870–1892) und Eleonora Vogl (1874–1943) hervor. Letztere heiratete den Kaufmann Johann Nepomuk Link aus Platten.

## Schriften (Auswahl)
- Gangverhältnisse und Mineralreichthum Joachimsthals, Teplitz 1865 Online
- Die alte Lateinschule in Joachimsthal. In: MVGDB9 (1871), S. 162–173.